# Ruth Rendell
Ruth Barbara Rendell, född Grasemann den 17 februari 1930 i South Woodford, Redbridge, London, död 2 maj 2015 i London, var en brittisk författare.
Ruth Rendell blev känd för sina psykologiska kriminalromaner. Hon skrev också pusseldeckare genom polisromanerna med kommissarie Wexford i huvudrollen. Hon använde sig av pseudonymen Barbara Vine.
Rendell fick ett flertal internationella utmärkelser såsom engelska Crime Writers' Associations Gold Dagger och Mystery Writers of Americas Edgar. Svenska Deckarakademin utsåg 1980 hennes Drömmar till döds till det årets bästa utländska kriminalroman på svenska.
1996 blev Ruth Rendell ledamot av Brittiska Imperieorden (CBE) och 1997 blev hon medlem av det brittiska överhuset, med titeln Baronessan Rendell of Babergh.
De flesta av böckerna i Wexford-serien har filmats för TV med George Baker i huvudrollen. Dessutom är Pedro Almodóvars film Köttets lustar från 1997 löst baserad på Rendells roman Dödsryckning.

### Romaner
- To Fear a Painted Devil (1965)
- Vanity Dies Hard (1965)
- The Secret House of Death (1968) (Huset mitt emot, 1970)
- One Across, Two Down (1971)
- The Face of Trespass (1974)
- A Demon in my View (1976) (Demonen, översättning Ann Henning, Askild & Kärnekull, 1978)
- A Judgement in Stone (1977) (Stenarna skola ropa, översättning Nils Larsson, Askild & Kärnekull, 1982)
- Make Death Love Me (1979) (Drömmar till döds, översättning Ann Henning, Askild & Kärnekull, 1980)
- The Lake of Darkness (1980) (Mörka vatten, översättning Ann Henning, Askild & Kärnekull, 1981)
- Master of the Moor (1982) (Hedarnas herre, översättning Nils Larsson, Askild & Kärnekull, 1983)
- The Killing Doll (1984) (Dödande docka, översättning Karl G. och Lilian Fredriksson, Legenda, 1984)
- The Tree of Hands (1984) (Bortbytingen, översättning Staffan Andræ, Legenda, 1985)
- Heartstones (novell) (Hjärtstenarna, översättning Staffan Andræ, Legenda, 1987)
- Live Flesh (1986) (Dödsryckning, översättning Staffan Andræ, Legenda, 1987)
- Talking to Strange Men (1987) sv. Tala med främlingar
- The Bridesmaid (1989) (Brudtärnan, översättning Karl G. och Lilian Fredriksson, Legenda, 1990)
- Going Wrong (1990) (Snedtändning, översättning Karl G. och Lilian Fredriksson, Legenda, 1991)
- The Crocodile Bird (1993) (I krokodilens gap, översättning Karl G. och Lilian Fredriksson, Legenda/Natur och kultur, 1994)
- The Keys to the Street (1996) (Döden i Regent’s Park, översättning Karl G. och Lilian Fredriksson, Natur och kultur, 1997)
- A Sight for Sore Eyes (1998) (En lisa för ögat, översättning Karl G. och Lilian Fredriksson, Legenda, 1999)
- Adam and Eve and Pinch Me (2001) (Gälla för död, översättning Gertrud Hemmel, Natur och kultur, 2003)
- The Rottweiler (2003) (Rottweilern, översättning Gertrud Hemmel, Natur och kultur, 2005)
- Thirteen Steps Down (2004) (Tretton steg, översättning Gertrud Hemmel, Natur och kultur, 2006)
- The Water's Lovely (2006) (Döden genom vatten, översättning Ulla Danielsson, Natur och kultur, 2008)

### Kommissarie Wexford-serien
- From Doon with Death (1964) (Vem var Doon?, översättning Lars Hermansson, Lindqvist, 1965)
- Wolf to the Slaughter (1967)
- The Best Man to Die (1969)
- A New Lease of Death (1967)(Amerikansk titel: Sins of the fathers)
- A Guilty Thing Surprised (1970)
- No More Dying Then (1971) (Ingen mer död, översättning Ann Henning, Askild & Kärnekull, 1978)
- Murder Being Once Done (1972) (En gång mord, översättning Ann Henning, Askild & Kärnekull, 1978)
- Some Lie and Some Die (1973) (Några ljuger några dör, översättning Ann Henning, Askild & Kärnekull, 1976)
- Shake Hands Forever (1975) (Farväl för evigt, översättning Ann Henning, Askild & Kärnekull, 1977)
- A Sleeping Life (1979) (Sömngångare, översättning Ann Henning, Askild & Kärnekull, 1979)
- Put on by Cunning (1981) (Lömskt försåt, översättning Ann Henning, Askild & Kärnekull, 1983)
- The Speaker of Mandarin (1983) (Tecken för död, översättning Nils Larsson, Askild & Kärnekull, 1984)
- An Unkindness of Ravens (1985) (I korpkvinnans tecken, översättning Staffan Andræ, Legenda, 1986)
- The Veiled One (1988) (Den beslöjade, översättning Staffan Andræ, Legenda, 1989)
- Kissing the Gunner's Daughter (1991) (Dödligt sällskap, översättning Karl G. och Lilian Fredriksson, Legenda/Natur och kultur, 1992)
- Simisola (1994) (Simisola, översättning Karl G. och Lilian Fredriksson, Legenda/Natur och kultur, 1995)
- Road Rage (1997) (Protest till döds, översättning Karl G. och Lilian Fredriksson, Legenda/Natur och kultur, 1998)
- Harm Done (1999) (Skadan skedd, översättning Karl G. och Lilian Fredriksson, Legenda, 2001)
- The Babes in the Wood (2002) (Syndafallet, översättning Gertrud Hemmel, Natur och kultur, 2004)
- End in Tears (2005) (Till vägs ände, Gertrud Hemmel, Natur och kultur, 2007)
- Not in the Flesh (2007)
- The Monster in the Box (2009)
- The Vault (2011)
- No Man's Nightingale (2013)

### Under pseudonymen Barbara Vine
- A Dark-adapted Eye (1986) (Mörkerseende, översättning Karl G. och Lilian Fredriksson, Norstedt, 1988)
- A Fatal Inversion (1987) (Ödesdiger vändning, översättning Ylva Stålmarck, Norstedt, 1989)
- The House of Stairs (1988) (Trappornas hus, översättning Ylva Stålmarck, Norstedt, 1990)
- Gallowglass (1990) (Väpnaren, översättning Ylva Stålmarck, Norstedt, 1991)
- King Solomon's Carpet (1991) (Kung Salomos matta, översättning Ylva Stålmarck, Norstedt, 1992)
- Asta's Book (1993) (Astas bok, översättning Ylva Stålmarck, Gedin, 1994)
- No Night is Too Long (1994) (Strandsatt, översättning Ylva Stålmarck, Gedin, 1995)
- The Brimstone Wedding (1995) (Svavelbröllop, översättning Ylva Stålmarck, Gedin, 1996)
- The Chimney-sweeper's Boy (1998) (Sotarens pojke, översättning Ylva Stålmarck, Wahlström & Widstrand, 1998)
- Grasshopper (2000) (Gräshoppan, översättning Ylva Stålmarck, Wahlström & Widstrand, 2000)
- The Blood Doctor (2002) (Henrys bok, översättning Ylva Stålmarck, Wahlström & Widstrand, 2002)
- The Minotaur (2005) (Lögnernas labyrint, översättning Ylva Stålmarck, Wahlström & Widstrand, 2005)
- The Birthday Present (2008)

## Priser och utmärkelser
- The Gold Dagger 1976 för A Demon in my View
- The Martin Beck award 1980 för Drömmar till döds
- The Silver Dagger 1984 för The Tree of Hands
- The Gold Dagger 1986 för Live Flesh
- Edgarpriset 1987 (under pseudonymen Barbara Vine) för A Dark Adapted Eye
- The Gold Dagger 1987 (under pseudonymen Barbara Vine) för A Fatal Inversion
- The Cartier Diamond Dagger 1991
- Rivertonklubbens internationella hederspris 1991
- The Gold Dagger 1991 (under pseudonymen Barbara Vine) för King Solomon's Carpet
- Palle Rosenkrantz-priset 1993 för Som fuglen i krokodillens gab och Kong Salomons tæppe
- Grand Master-diplom 1996